# Де Пюнье, Рэнди
Рэнди де Пюнье (фр. Randy de Puniet; род. 14 февраля 1981, Мезон-Лаффит близ Парижа, Франция) — французский мотогонщик.
Широко известен своей неудачливостью и склонностью попадать в аварии на гонках, часто создавая проблемы другим участникам соревнования. Считается хорошим гонщиком в дождливых условиях.
Сейчас Рэнди де Пюнье выступает за команду LCR E-Team в чемпионате электробайков Moto E под номером 14.